# スペースXのロケットエンジン

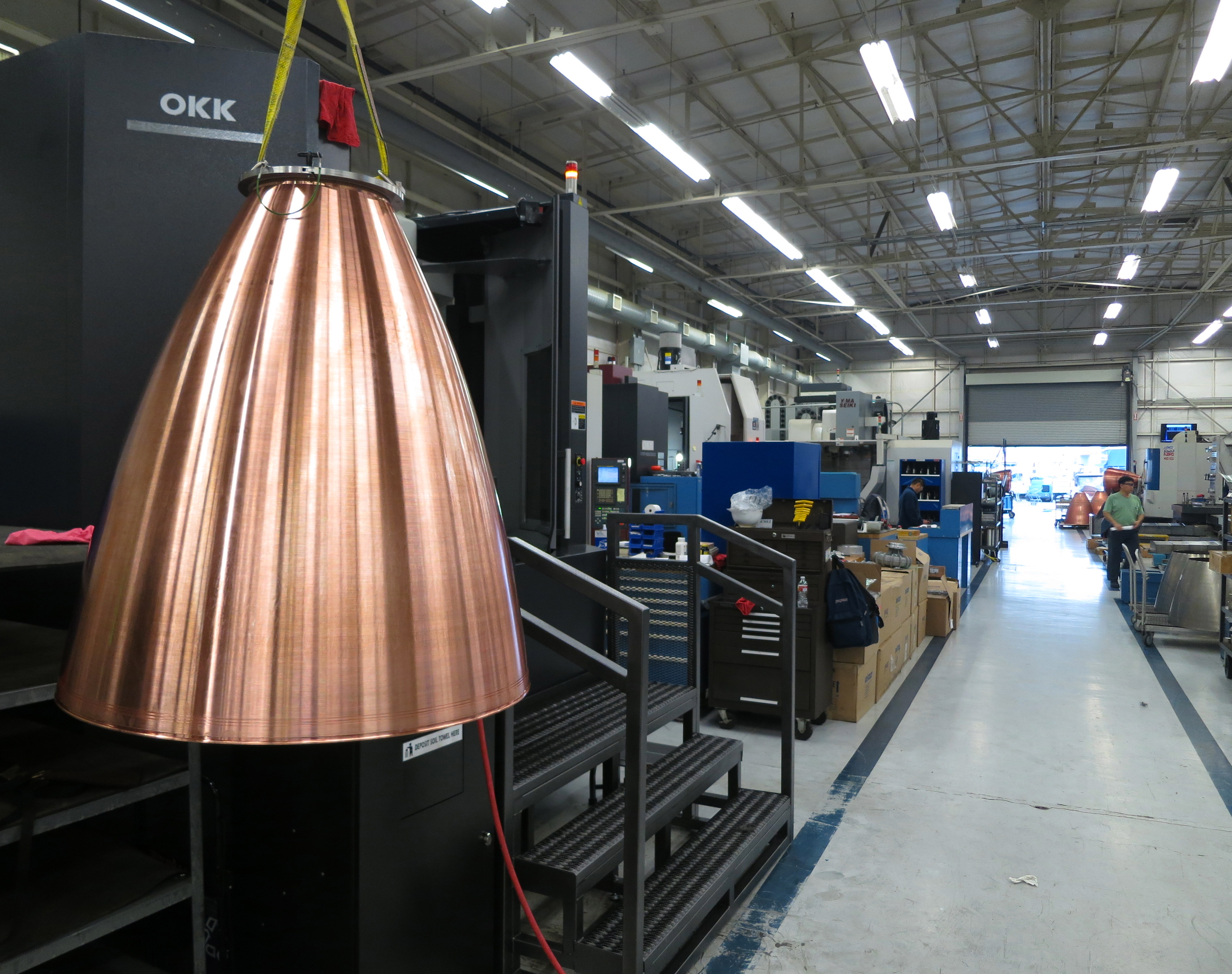
スペースXマーリン1Dエンジンの製造工程。輝くノズルは再生冷却のために内部を推進剤が循環するように垂直に溝が掘られている。

スペースXのロケットエンジンでは、スペースX社のロケットエンジンについて述べる。
2002年の設立以降、スペースXはこれまでマーリン、ケストレル、ドラコとスーパー・ドラコの4系統のロケットエンジンを開発しており、2016年現在はラプターを開発中である。

## 歴史
スペースXは設立後の最初の10年に多様な液体燃料ロケットエンジンを開発した。ケストレル、マーリン1、ドラコそれにスーパー・ドラコといったこれらのロケットエンジンは、ファルコンシリーズのファルコン1、ファルコン9、ファルコンヘビーといったロケット、それにドラゴン宇宙船に使用するためのものであった。ロケットのメインエンジンの推進剤としては、ケロシンを基にしたRP-1と液体酸素 (LOX) を採用した。一方で、姿勢制御装置 (RCS) のエンジンには、長期保存可能なハイパーゴリック推進剤を採用した。
2012年11月には、将来のロケットのために新たにメタンを燃料とするロケットエンジンの開発も発表した。このエンジンではかつてのソビエト連邦のNK-33エンジンで使用されたのと類似のより高効率の二段燃焼サイクルを採用する。

## ケロシンベースエンジン
スペースXはケロシンを燃料とするエンジンとしてマーリン1とケストレルの2系統を開発しており、さらにより大型で高水準なマーリン2と呼ばれる設計が議論された。マーリン1は、初めにファルコン1の1段目のメインエンジンとして、次いでファルコン9とファルコンヘビーの1/2段目の両方のメインエンジンとして用いられている。また技術実証機であるグラスホッパーにも使用された。ファルコン1の2段目にはケストレルが用いられた。

### マーリン1

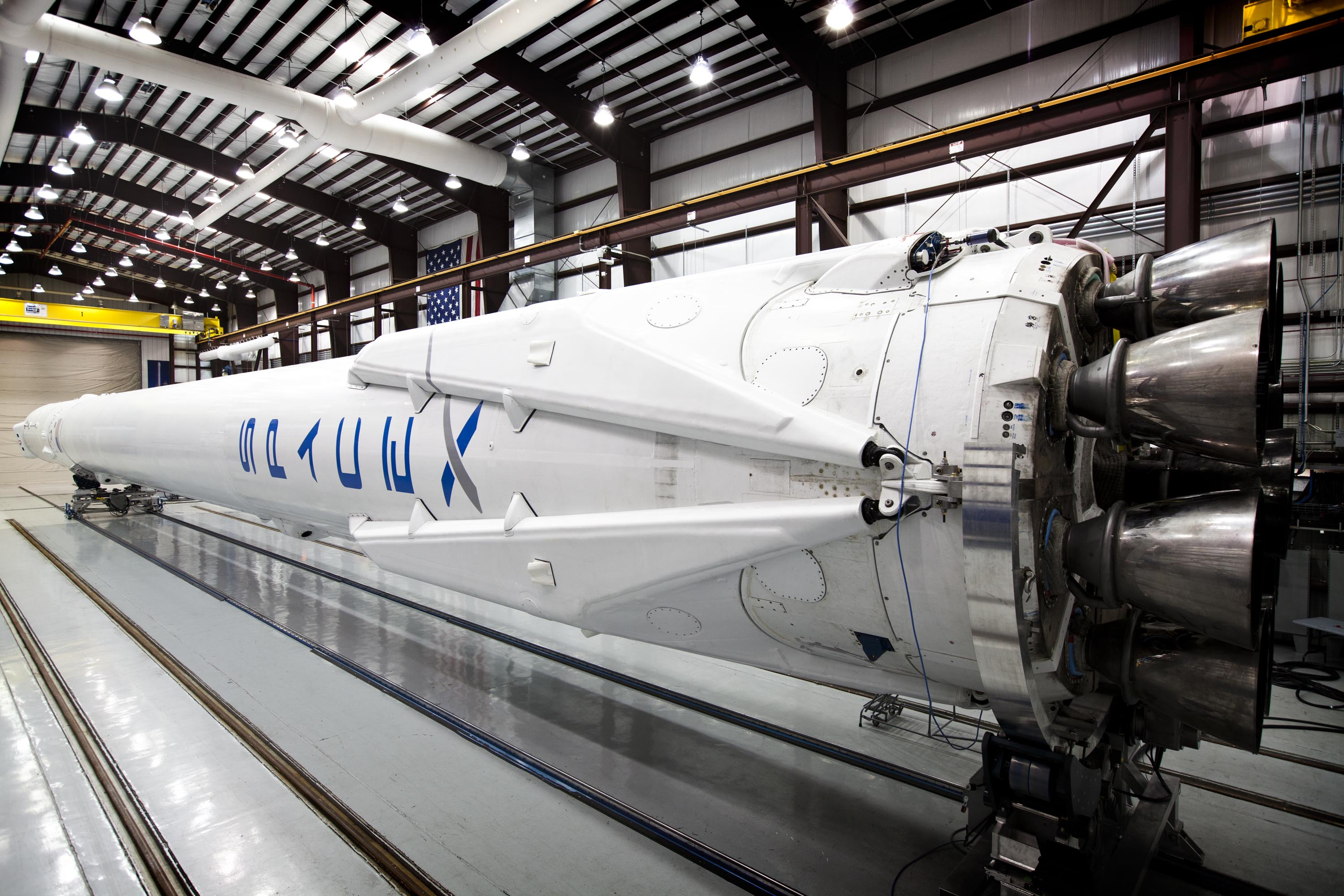
ファルコン9 v1.1のマーリン1Dエンジン

ファルコン9の1,2段目に使用されるマーリン1は液体酸素/RP-1ロケットエンジンで、2003年から2012年にかけて開発された。マーリン1Aとマーリン1Bはアブレーション冷却炭素繊維複合材ノズルを備える。マーリン1Aは推力340 kN (76,000 lbf) で2006年と2007年に打上げられた最初の2機のファルコン1のメインエンジンだった。マーリン1Bは幾分強力なターボポンプを備えた事により推力が増強したが、スペースXの方針によりマーリン1Cに移行したので打上げに用いられることはなかった。
マーリン1Cは再生冷却ノズルと燃焼室を備える。2007年に最初の全ミッションの燃焼試験を実施した。
2008年8月にファルコン1の3回目の打ち上げで初飛行し（ただし打ち上げは失敗）、2008年9月の4回目の打ち上げで"民間開発による初の液体燃料ロケットによる低軌道到達"を成し遂げた。
続けて2010年から2013年にかけて行われたファルコン9初期型の打ち上げでも、マーリン1Cが用いられた。
マーリン1Dは2011年から2012年にかけて開発され、同様に再生冷却ノズルと燃焼室を備え、真空中での推力は690 kN (155,000 lbf) で真空中での比推力は(Isp)of310 s、膨張比は16（以前のマーリン1Cでは14.5だった）で燃焼室圧力は9.7 MPa (1,410 psi) である。エンジンの新しい特徴は推力を100%から70%に調整出来る事である。エンジンの推力重量比は150:1でこれまでに開発されたエンジンで到達した最高値である。
マーリン1Dエンジンの初飛行は同様にファルコン9 v1.1の初飛行でもあった。
2013年9月29日に行われたファルコン9の6回目の打ち上げでは、カナダ宇宙庁のCASSIOPEを極軌道への投入に成功した。また、将来のロケットの再使用のための実験として、マーリン1Dを再点火して1段目を再突入させた。

### ケストレル
ファルコン1の2段目に使用されていたケストレルはLOX/RP-1加圧供給式ロケットエンジンで、スペースXによってファルコン1の2段目用メインエンジンとして開発された。マーリンと同じピントル式噴射装置を備えるが、ターボポンプは装備せずにタンクの加圧のみで推進剤が供給される。ノズルはアブレーション冷却式で燃焼室とノズル下部は放射冷却で高張力のニオブ合金製である。推力偏向制御はエンジン上部上の電気機械式アクチュエータによりピッチ軸とヨー軸の制御がもたらされる。ロール軸の制御と惰性段階での姿勢制御にはヘリウム低温ガス推進器が使用される。

## メタンベースエンジン
メタン/液体酸素ロケットエンジンの開発は、ケロシンベースエンジンの開発が落ち着いた2012年に明らかにされた。スペースXは同社の火星探査という目標に向けて、メタン/LOX（メタロックス）エンジンの開発を進めている。このエンジンは新型ロケット用に開発されており、ファルコン9やファルコンヘビーのメタロックス推進剤を使用する上段エンジンの製造計画はない。
メタン系のエンジンとしては、以下の1系統が開発されている。

### ラプター

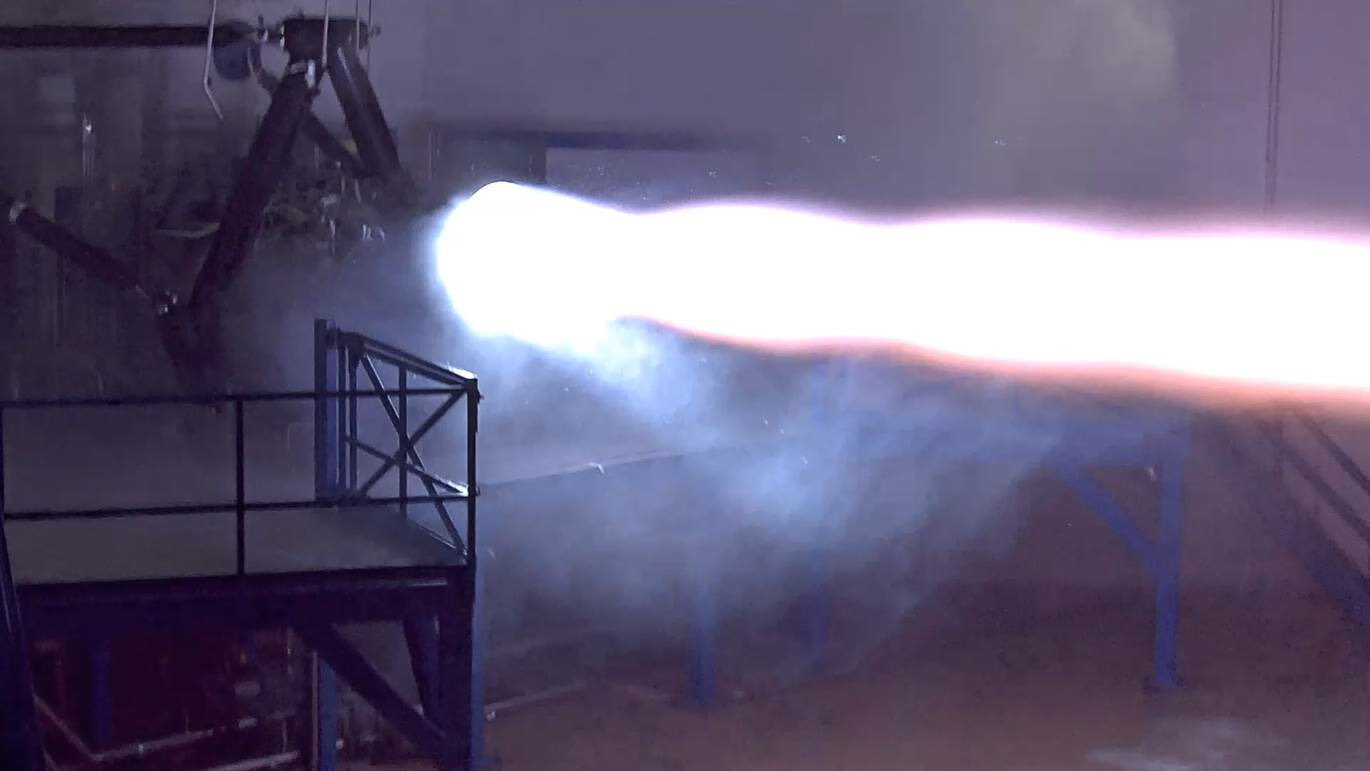
燃焼試験を行うラプターエンジン

2019年現在開発中のラプターは2000年代末からスペースXで開発中のメタン/液体酸素を推進剤とするロケットエンジンだが、2009年にラプターの概念開発が開始された当初に調査された液体水素/液体酸素推進剤の組み合わせではない。
2009年にスペースXによって最初に"ラプター"の語彙が言及されたのは上段エンジンの概念のものだった。スペースXは2013年10月にメタンを燃料とするラプターロケットエンジンの系列のために協議して当初はエンジンの真空中での推力は2.94メガニュートン (661,000 lbf)に到達する予定だった。
2014年2月に彼らはラプターは新しい上段と同様に直径10mの超大型のインタープラネタリー・トランスポート・システムで使用する予定を発表した。それぞれのブースターコアはそれぞれのファルコン9ブースターコアでの9基のマーリン1と類似の配置で9基のラプターエンジンを備える予定である。それから1ヶ月経過してスペースXは2014年3月時点で全てのラプターの開発作業はこの超大型ロケット用のエンジンのみで小型のラプターエンジンの開発は進めないと言及した。
ガス発生器サイクルシステムと液体酸素/ケロシン推進剤を使用する現在のマーリン1エンジンシリーズから始まったラプターメタン/液体酸素エンジンは高効率で理論的により信頼性が高いフルフロー二段燃焼サイクルを採用する予定である。
2014年2月現在、ラプターは推力4.4メガニュートン (1,000,000 lbf)を真空中で生み出すように設計中で比推力(Isp)は真空中で363秒で海面高度でのIspは321秒である。
ラプターの技術の初期の構成要素の段階の試験は2014年5月に開始予定である。最初の試験の部品は単体のラプターの噴射装置の予定である。
ラプターのフルフロー二段燃焼サイクルは(低燃料比の)100%の酸化剤が酸化剤ターボポンプの動力として通過し、（低酸化剤比の）100%の燃料がメタンターボポンプの動力として通過する。酸化剤と燃料の両方の流れは燃焼室に入る前は完全に気相である。2014年までフルフロー二段燃焼サイクルのエンジンは1960年代に開発されたソビエトのRD-270と2000年代半ばに開発されたエアロジェット・ロケットダインのインテグレーテッド・パワーヘッド・デモンストレーターの2機種のみに過ぎず、いずれも地上試験の段階で実際の打ち上げには使用されていない。
フルフロー二段燃焼サイクルの設計は設計の相反する要素の妥協の可能性により、性能或いは信頼性の更なる向上を期待される特徴を有する。:
- 伝統的に近代的な化学ロケットエンジンの故障の要因であった燃料-酸化剤タービン間のシールを除去できる
- ポンプシステムの低圧化により寿命が延び、破滅的な故障の危険性を低減できる
- 燃焼圧力を高める事が可能で全体的な性能が向上、或いは冷却ガスを使用して標準的な二段燃焼サイクルと同じ性能を大幅に素材の応力を減らす事で素材に起因するエンジンの重量を大幅に低減する。[15]

## ハイパーゴリックエンジン
ハイパーゴリック推進剤を用いるエンジンとしては、以下の2系統が開発されている。

### ドラコ

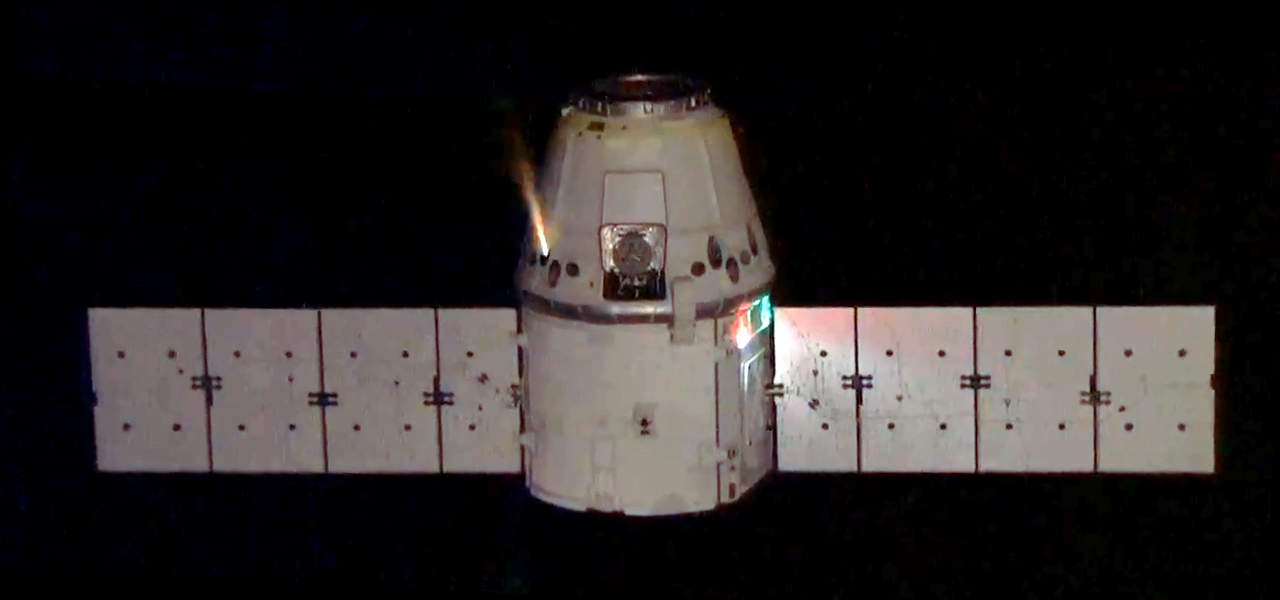
宇宙空間で噴射されるドラコ

ドラコはモノメチルヒドラジン燃料と四酸化二窒素酸化剤の混合を使用するハイパーゴリック液体推進剤ロケットエンジンである。それぞれのドラコは400 N (90 lbf) の推力を生み出す。 ドラコはファルコン9の2段目やドラゴン宇宙船の姿勢制御に使用される。

### スーパー・ドラコ
スーパー・ドラコは、67,000 N (15,000 lbf) というドラコの200倍以上の推力を持つ強力なエンジンである。  
メインエンジンと比較した場合でも、ファルコン1の2段目で使用されたケストレルの2倍、マーリン1Dエンジンのおよそ1/9の推力を持つ。スーパー・ドラコは、低軌道へ乗員を輸送する有人宇宙船であるドラゴン2の脱出装置 (LAS) で使用される。また、中止された火星探査機レッド・ドラゴンでは、降下・着陸用のエンジンとして使用される予定であった。